# 코미푸로
코믹 프런티어는 코미푸로 (동명의 일본 만화 서비스와는 관련 없음; CF로 약칭)로도 널리 알려져 있으며, 인도네시아 반튼주 탕게랑 리젠시 BSD 시티에서 연 2회 개최되는 동인지 컨벤션이다. 이 행사는 동인지 마켓플레이스, 코스프레 쇼, 기업 부스, 음악 공연, 그리고 인도네시아의 창조산업 (특히 만화 및 애니메이션)을 논의하는 토크 쇼에 이르기까지 다양한 활동과 참가자가 있다. 이 컨벤션은 일본의 코믹마켓 컨벤션의 디자인과 정신에 영향을 받았다.

## 역사

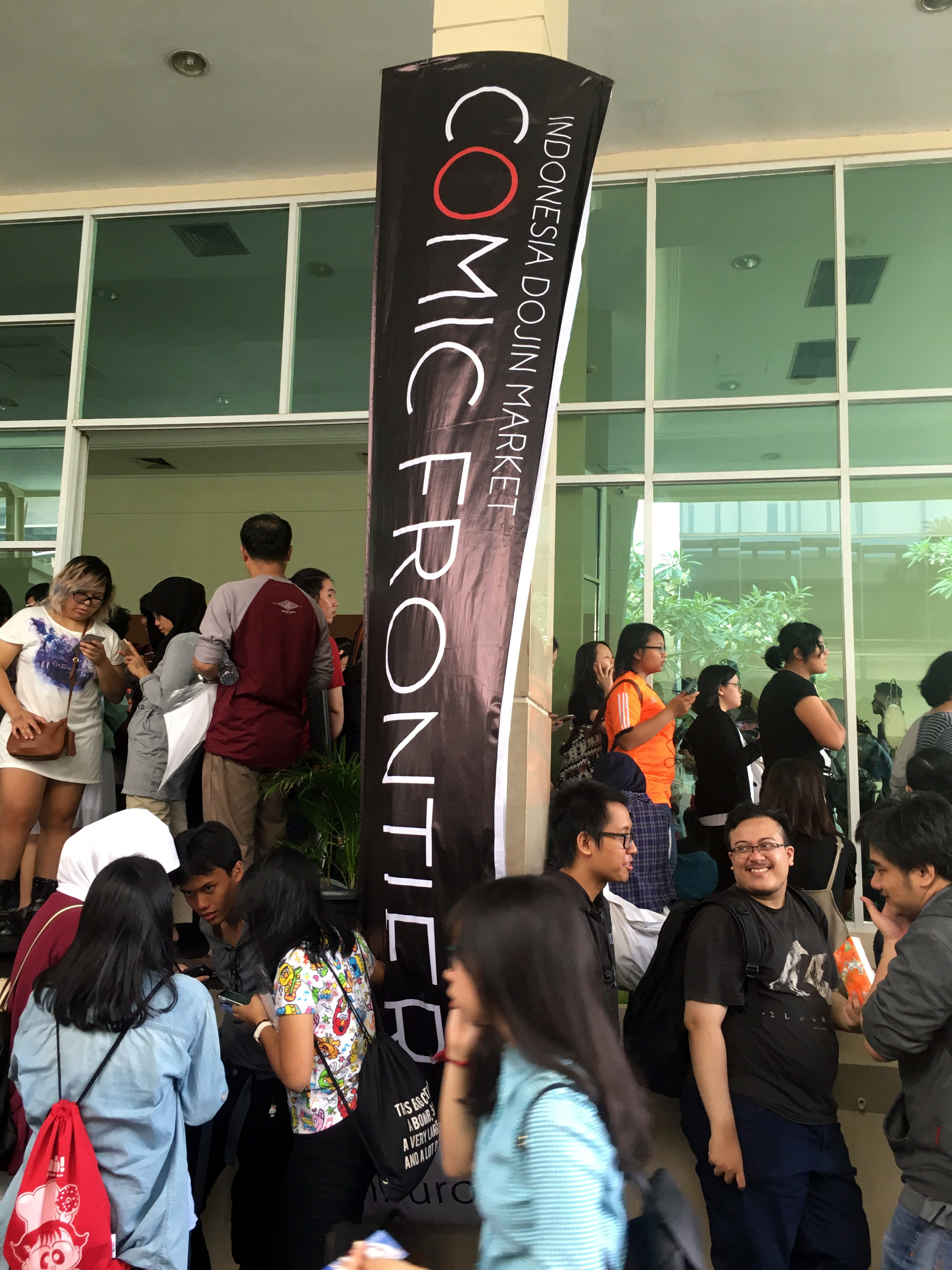
코믹 프런티어 9 입구

이 컨벤션은 인도네시아 대학교의 여러 학생들이 설립했으며, 첫 컨벤션은 2012년에 개최되었다. 당시에는 코믹 프런티어 아키파 x 겔라르 재팬으로 불렸고 35개의 서클이 참가했다.
원래 인도네시아 대학교 인문학부 일본학 학생회가 주최하는 일본 문화 행사 겔라르 재팬의 일부였던 코미푸로는 세 번째 컨벤션부터 독립적인 행사로 분리되었다.
코미푸로는 오타쿠 문화를 다루는 박람회 및 행사의 글로벌 협회인 국제 오타쿠 엑스포 협회의 회원이다.

## 프로필

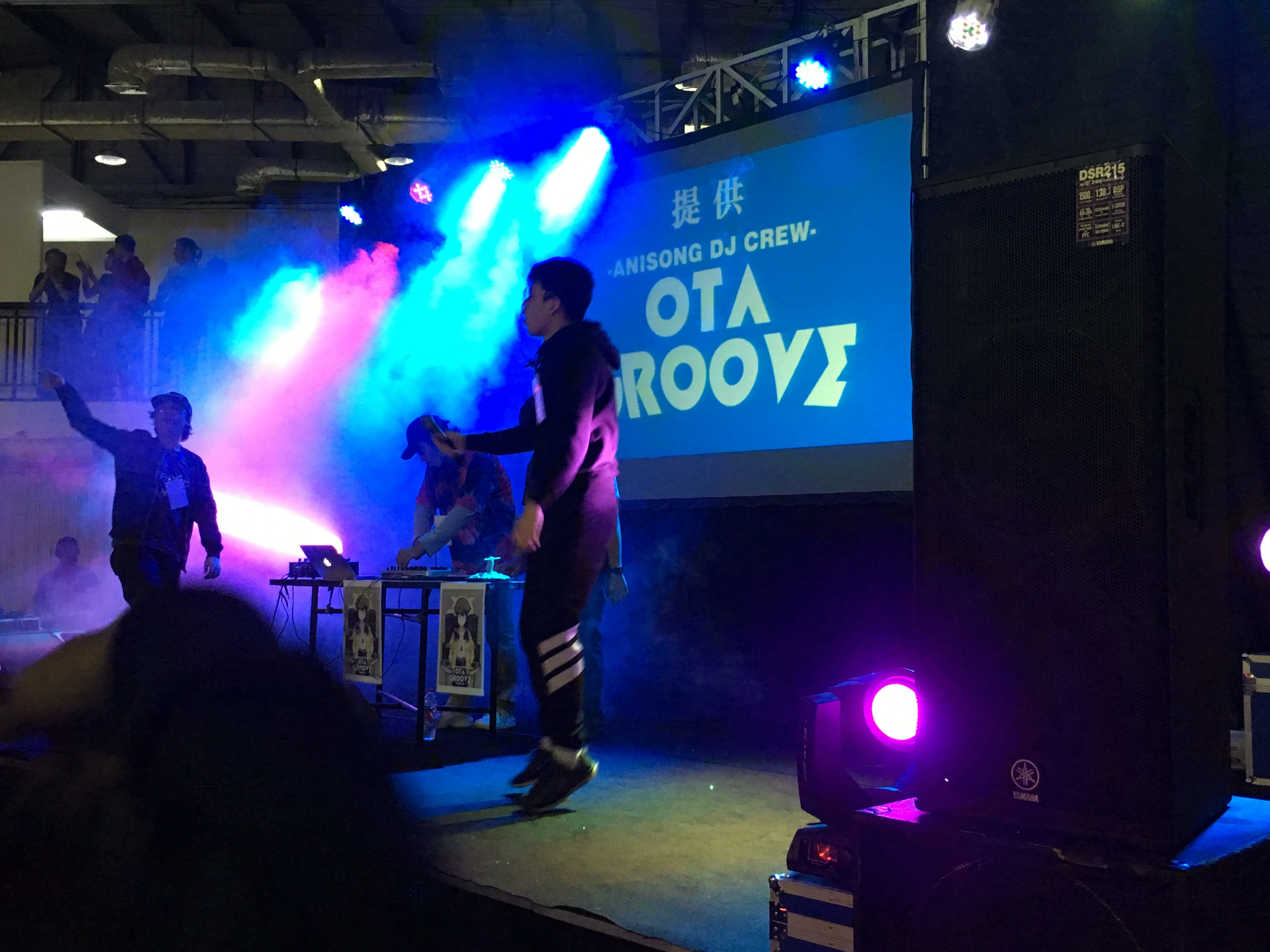
코믹 프런티어 X 기간 중 OTAGROOVE의 클로징 공연

동인지 마켓플레이스는 동양, 서양, 또는 현지 IP의 다양한 팬덤을 아우르는 작품을 독립적으로 출판하는 야심찬 또는 기성 크리에이터들의 서클로 채워진다. 코스프레 쇼는 인도네시아 및 해외의 많은 코스플레이어가 참가하는 행사의 또 다른 주요 행사이다. 무대 음악 공연은 일반적으로 행사 중 또는 절정기에 개최되며, 가라오케 세션, 악기 연주, 애니메이션 음악, DJ 공연으로 구성된다.

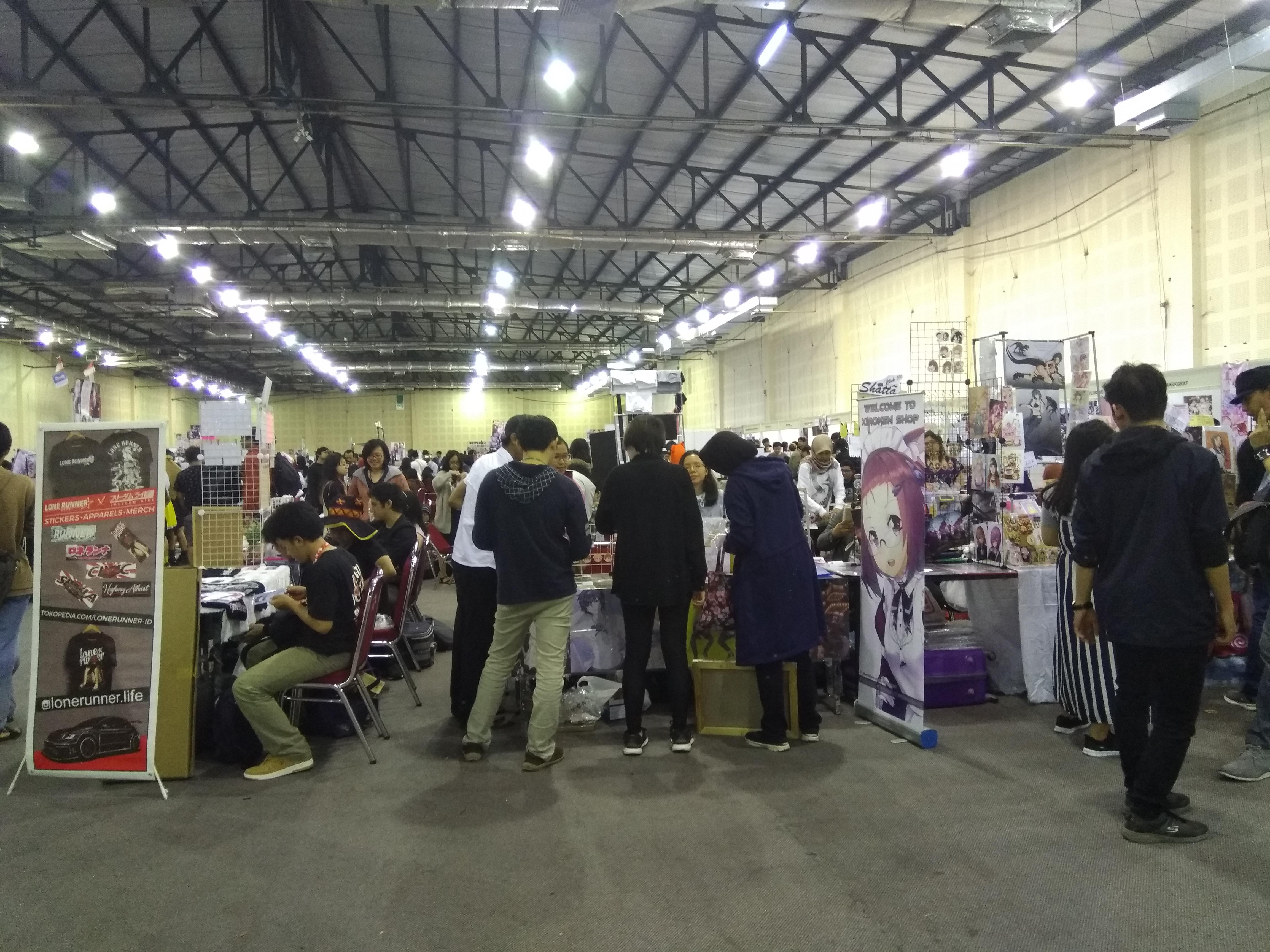
코믹 프런티어 11 기간 중 서클 부스

레온 및 시아요와 같은 현지 만화 출판사들은 보통 작가 지망생이나 만화가 지망생이 원고를 제출할 수 있는 포트폴리오 검토 세션을 개최한다.
코미푸로는 일반적으로 매년 연 2회 토요일과 일요일에 개최된다. 티켓 판매는 문이 열리기 전 오전, 전통적으로 9시 30분에 시작되며, 티켓 판매는 17시에 마감된다. 동인지 마켓플레이스 및 기타 활동은 18시 마감까지 운영된다.
인도네시아의 코로나19 범유행에 대응하여, 코미푸로는 2021년부터 코믹 프런티어 버추얼, 또는 줄여서 코미부로 (또한 종종 CV 또는 CFV로 약칭)라는 새로운 온라인 형식의 컨벤션을 개최했다. 컨벤션의 온라인 형식은 오프라인 행사와 별개의 행사 시리즈이며, 15회 행사는 오프라인 형식으로 예정되어 있다.

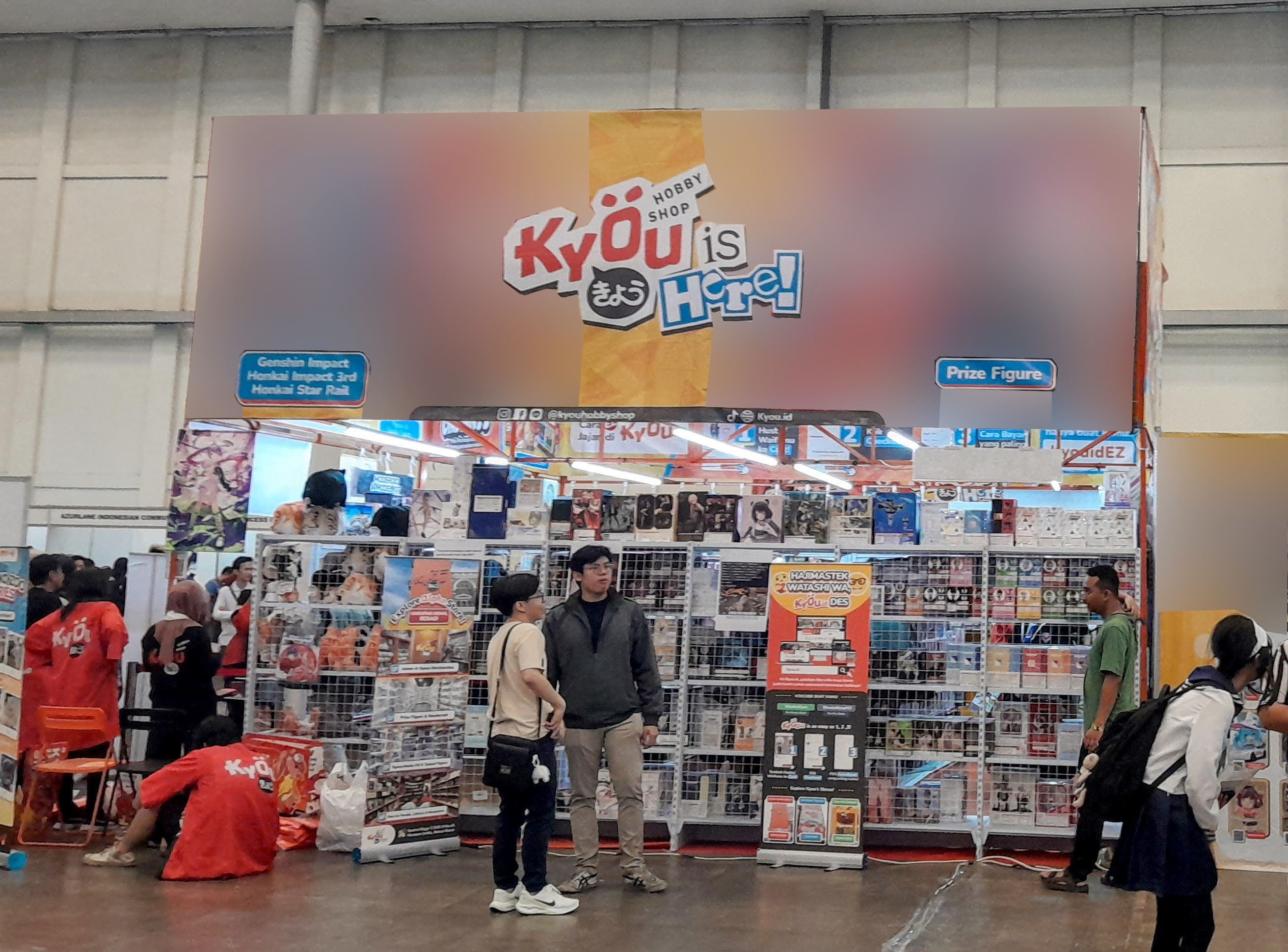
코믹 프런티어 18의 취미 상점, 이 상점들은 굿 스마일 컴퍼니의 제품을 포함한 공식 라이선스 제품을 판매한다

코로나19 이후 첫 오프라인 코미푸로인 CF15는 ICE BSD의 9번과 10번 홀로 옮겨졌으며, 9번 홀은 식사장으로, 10번 홀은 실제 행사 장소로 사용되었다. 첫째 날 17,000명의 방문객을 유치했으며, 이틀 동안 총 20,000명을 넘었다. 이로 인해 많은 사람들이 티켓을 구매하기 위해 몇 시간씩 줄을 섰고, 일부는 새벽 3시부터 기다리기도 했다. 또한, 굿 스마일 컴퍼니 제품이 코미푸로에서 판매된 것은 이번이 처음이었다.
2022년 12월 1일, 코믹 프런티어는 트위터를 통해 코미푸로 16이 2023년 3월 11일~12일에 ICE BSD의 8, 9, 10번 홀에서 개최될 것이라고 발표했다. 그러나 행사 당일 행사장 및 인접 지역의 보안 문제로 인해 2023년 5월 6일~7일로 연기되었다.

## 행사
| 번호 | 연도 | 날짜         | 장소                                          | 비고 | 참가 인원     | 참고                        |
| ---- | ---- | ------------ | --------------------------------------------- | --- | ------------- | --------------------------- |
| 1    | 2012 | 7월 15일     | 인도네시아 대학교 (겔라르 재팬의 일부로 개최) | |               | [ 4 ]                       |
| 2    | 2013 | 7월 7일      | 인도네시아 대학교 (겔라르 재팬의 일부로 개최) | |               | [ 18 ]                      |
| 3    | 2013 | 12월 28–29일 | 인도네시아 대학교 (독립 행사)                 | 첫 독립 행사 및 첫 이틀 행사. |               | [ 4 ]                       |
| 4    | 2014 | 9월 6–7일    | 젤랑강 레마자, 동 자카르타                    | |               | [ 19 ]                      |
| 5    | 2015 | 1월 24일     | 스메스코 전시홀                               | |               | [ 20 ]                      |
| 6    | 2015 | 8월 22–23일  | 스메스코 전시홀                               | |               | [ 7 ] [ 21 ]                |
| 7    | 2016 | 7월 30–31일  | 스메스코 전시홀                               | 입장권이 있는 첫 행사. |               | [ 22 ]                      |
| 8    | 2017 | 1월 21일     | 인테그리티 컨벤션 센터                        | |               | [ 23 ]                      |
| 9    | 2017 | 9월 2–3일    | 발라이 카르티니                               | 알리가, 잉, 네메시아 등 3명의 국제 코스플레이어 참가.                                                                                                | 13,000명 이상 | [ 24 ] [ 25 ] [ 26 ] [ 27 ] |
| 10   | 2018 | 3월 3–4일    | 발라이 카르티니                               | CFX로 발표 및 마케팅. |               | [ 1 ] [ 11 ] [ 28 ]         |
| 11   | 2018 | 8월 18–19일  | 발라이 카르티니                               | 섀도우버스 인도네시아 서킷 E스포츠 토너먼트 포함. |               | [ 3 ] [ 29 ]                |
| 12   | 2019 | 2월 23–24일  | 발라이 카르티니                               | |               | [ 9 ] [ 10 ]                |
| 13   | 2019 | 9월 7–8일    | 발라이 카르티니                               | |               | [ 30 ] [ 31 ]               |
| 14   | 2020 | 2월 22–23일  | 발라이 카르티니                               | 발라이 카르티니의 라플레시아 그랜드 볼룸을 사용한 첫 행사로, 전시 공간이 확대되었다.                                                                 |               |                             |
| CV1  | 2021 | 7월 17–18일  | 온라인                                        | 코미부로 (코미푸로 버추얼)는 가상 행사 대체품으로 개최되었으며, 코미푸로 15회는 향후 오프라인 행사로 예정되어 있다.                                  |               | [ 33 ]                      |
| CV2  | 2021 | 12월         | 온라인                                        | 코미푸로의 2번째 가상 행사는 1번째 코미부로 마지막에 코미부로 2.0: 놓칠 수 없는 당신이라는 이름으로 발표되었다.                                      |               | [ 34 ]                      |
| 15   | 2022 | 9월 24–25일  | 인도네시아 컨벤션 전시회                      | 코미푸로 15는 인도네시아 최대 컨벤션 센터인 ICE BSD로 옮겨졌다.                                                                                      | 20,000명 이상 | [ 35 ] [ 36 ]               |
| 16   | 2023 | 5월 6–7일    | 인도네시아 컨벤션 전시회                      | CF 16은 ICE BSD의 8, 9, 10번 홀을 포함하도록 확장되었다.                                                                                             |               | [ 14 ] [ 37 ]               |
| 17   | 2023 | 12월 16–17일 | 인도네시아 컨벤션 전시회                      | 이번 행사부터 위원회는 로레나가 운영하는 셔틀 서비스를 제공한다.                                                                                     |               |                             |
| 18   | 2024 | 5월 11–12일  | 인도네시아 컨벤션 전시회                      | 부시로드 엑스포가 포함되었다. 양일은 부시로드의 CEO 겸 사장인 키다니 타카아키가 일본어로 개막사를 했다.                                              |               |                             |
| 19   | 2024 | 11월 9–10일  | 인도네시아 컨벤션 전시회                      | 자카르타 컨벤션 센터에서 인도네시아 코믹 콘과 동시에 개최되었다.                                                                                     |               |                             |
| 20   | 2025 | 5월 24–25일  | 인도네시아 컨벤션 전시회                      | 코믹 프런티어 XX로 발표 및 마케팅. 키다니 타카아키가 양일 참석하여 행사 매일 아침 통역된 Q&A 세션을 진행하며 부시로드 엑스포가 다시 개최될 예정이다. |               | [ 38 ]                      |

## 같이 보기
- 코믹월드
- 코믹마켓